# Linnea Olsson

Linnea Olsson 2014

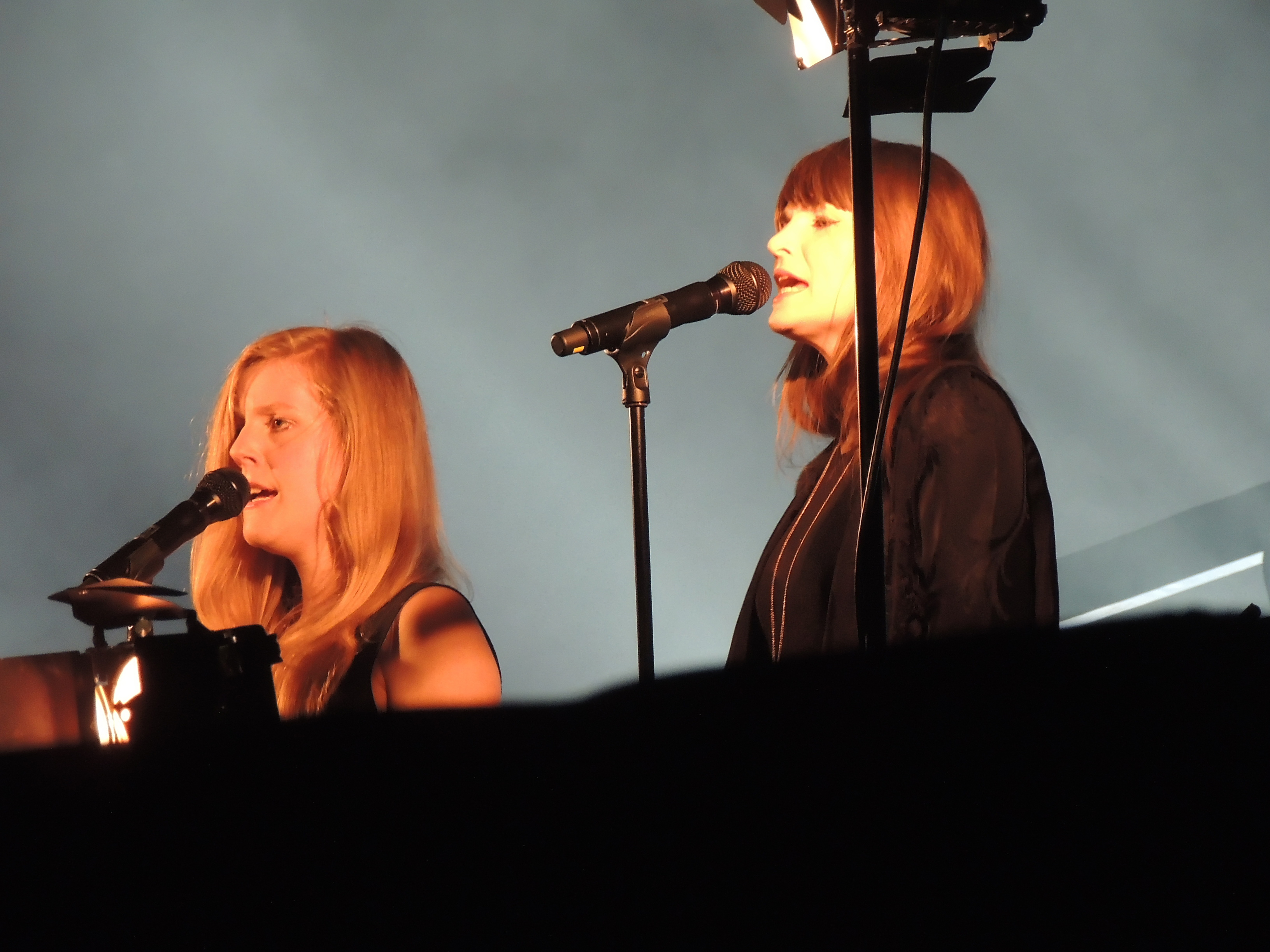
Linnea Olsson (links) während der Back to Front Tour von Peter Gabriel 2014 in der Festhalle in Frankfurt

Linnea Matilda Olsson (* 1983) ist eine schwedische Singer-Songwriterin und Multiinstrumentalistin, die vor allem als Cellistin bekannt ist.

## Hintergrund
Sie ist Sängerin, spielt Cello, Gitarre, Bassgitarre, Keyboards, Schlagzeug und Perkussion. Bei den Musikrichtungen bewegt sie sich zwischen Indie-Folk, Artrock, Weltmusik, Worldbeat, Pop, Neoklassik und Progressive Rock.

## Karriere
Als ehemaliges Mitglied der Band Isildurs Bane veröffentlichte sie 2012 ihr erstes Album Ah!, gefolgt von einem zweiten Album Breaking and Shaking im Jahr 2014.
Zusammen mit Jennie Abrahamson war sie von 2012 bis Ende 2014 als Vorgruppe Jennie + Linnea und Backgroundsängerin sowie Tour-Cellistin Mitwirkende bei der Back to Front - So-Tour von Peter Gabriel mit dem dazugehörigen Live-Album Back to Front: Live in London. Beide ersetzten damit die ursprünglich vorgesehene Ane Brun mit ihrer Band als Vorgruppe, zu der Linnea Olsson ebenfalls gehört hätte und Linnea Olsson ersetzte Ane Brun als Backgroundsängerin.
Sie war 2023 in einer wiederverwendeten Aufnahme, die während des Soundchecks in dem Rexall Place in Edmonton, Kanada während der Rock Paper Scissors Tour von 2016 entstanden ist, bei dem Lied Love Can Heal auf Peter Gabriels Album i/o im Begleitgesang und als Solo-Cellistin zu hören.
Sie war die Sängerin des 2019 erschienenen Rhythmus-Action-Videospiels Sayonara Wild Hearts, mit Musik von Daniel Olsén und Jonathan Eng.

## Diskografie

### Studioalben
- 2012: Ah! (Götterfunk Produktions)
- 2014: Breaking and Shaking (Götterfunk Produktions, Sony)
- 2017: For Show (Götterfunk Produktions)
- 2019: Sayonara Wild Hearts (Simogo AB)